# Lithocarpus gracilis
Lithocarpus gracilis là một loài thực vật có hoa trong họ Cử. Loài này được (Korth.) Soepadmo mô tả khoa học đầu tiên năm 1970.